# NGC 2364
NGC 2364 est un amas ouvert,, situé dans la constellation de la Licorne. Il a été découvert par l'astronome germano-britannique John Herschel en 1831.